# محمد طارق الخضراء
محمد طارق الخضراء (1941 في صفد – تُوفي في 5 أغسطس 2020 في مشفى تشرين العسكري، دمشق) لواء فلسطيني ورئيس هيئة أركان جيش التحرير الفلسطيني، وعضو الاتحاد العام للكتاب والصحفيين الفلسطينيين.

## سيرته
اللواء الخضراء ولد في مدينة صفد وعاش طفولته المبكرة في مدن غزة وحيفا وصفد بفلسطين المحتلة، وإبان نكبة فلسطين عام 1948، نزح الخضراء طفلا مع أسرته من صفد سيراً على الأقدام إلى مدينة حمص السورية عبر مدينة بنت جبيل اللبنانية.
أمضى مرحلته الدراسية الأولى في مدينة حمص حتى عام 1958، قبل أن يتابع دراسته الثانوية في مدرسة جودت الهاشمي بدمشق عام 1960.

### في السلك العسكري
في العام نفسه 1960، تطوع في الجيش العربي السوري (جيش الإقليم الشمالي في دولة الوحدة بين سورية ومصر) والتحق بالكلية الفنية العسكرية في القاهرة.
تخرج من الكلية الحربية في حمص عام 1962 برتبة ملازم، وعمل في وحدات الهندسة العسكرية. بعد تأسيس منظمة التحرير الفلسطينية، التحق بجيش التحرير الفلسطيني في منتصف عام 1966 برتبة ملازم أول وعين في القيادة العامة لجيش التحرير الفلسطيني ومقرها في القاهرة.
قبل حرب حزيران 1967 بشهرين، التحق الخضراء بوحدات جيش التحرير الفلسطيني المقاتلة في قطاع غزة وخاض الحرب دفاعاً عن القطاع كقائد سرية، وبعد النكسة التحق بوحدات جيش التحرير المتمركزة على جبهة قناة السويس قرب مدينة فايد وبقي لمدة عشرة أشهر رئيساً لأركان كتيبة صاعقة ضمن قوات عين جالوت في هذا الموقع. وفي منتصف عام 1968 انتقل للعمل في وحدات جيش التحرير الفلسطيني في القطر العربي السوري وتسلم مهام قيادة كتيبة صاعقة في قوات حطين برتبة نقيب.
قاد وحدته التي تمركزت في القطاع الجنوبي من الجبهة السورية (عند وادي الرقاد) من أواخر عام 1968 حتى الربع الأول من عام 1970 خاض خلالها ودعم العديد من العمليات الفدائية الناجحة ضد القوات الإسرائيلية. انتقل مع وحدته إلى منطقة العرقوب في جنوب لبنان عام 1970 لحماية المقاومة الفلسطينية التي كانت في بداياتها هناك، ومن ثم انتقل من جنوب لبنان ودخل بوحدته مع باقي وحدات قوات حطين إلى منطقة أربد في الأردن إبان أحداث أيلول الأسود. وفي نهاية عام 1970، قام بتشكيل شعبة الاستطلاع والأمن العسكري في جيش التحرير الفلسطيني، وفي عام 1971 تسلم مهام قيادة قوات حطين وهو برتبة نقيب إضافة لكونه رئيساً لشعبة الاستطلاع.
وفي عام 1972 اتبع الخضراء دورة عسكرية لمدة عام في الاتحاد السوفيتي. وشارك قائد جيش التحرير وحدات قوات حطين خلال حرب تشرين عام 1973 التي قامت بعملية إنزال ناجحة خلف خطوط العدو في منطقة (تل الفرس). وتولى الخضراء مهام قيادة قوات الارتباط في شمال لبنان من أواخر عام 1975 حتى النصف الثاني من عام 1976 وهو برتبة مقدم. وفي عام 1980 تمت ترقيته إلى قائد عام لجيش التحرير الفلسطيني ثم رقي إلى رتبة لواء في 1999.

### في عالم الأدب
اللواء الخضراء يحمل بكالوريوس في الآداب – قسم التاريخ من جامعة دمشق عام 1974، وعضو في اتحاد الكتاب العرب وعضو في اتحاد الكتاب الصحفيين الفلسطينيين.
كتب العديد من المقالات السياسية في الصحف السورية خلال أكثر من عشرين عاما، كما كتب دراسات فكرية عديدة في مجلة «صوت فلسطين» منذ أكثر من ثلاثين عاما. ألقى العديد من الخطب السياسية في مختلف المناسبات الوطنية والقومية. نشر العديد من القصائد في جريدة الأسبوع الأدبي ومجلة الموقف الأدبي الصادرتين عن اتحاد الكتاب العرب وفي مجلة صوت فلسطين.

### مؤلفاته
- ديوان تغريد قبرة، دمشق، 2005
- ديوان صرخة وطن، دمشق، 2006
- ديوان زمان الصمت
- ديوان حديث الروح
- ديوان بين الصدى والحكايا أحجية

## حياته الشخصية
متزوج وله ثلاثة أبناء ولد وبنتان، وهو شقيق اللواء حازم الخضراء الذي تولى قيادة القوات الجوية السورية بين عامي (2005-2008) ومن ثم مدير عام المؤسسة العامة للطيران المدني.
أخوه اللواء حازم الخضراء ، ضابط فلسطيني من مواليد مدينة صفد الفلسطينية، كان يشغل منصب قائد سلاح الجو في سورية، شغل منصب مدير عام الطيران المدني في سورية، وقد تم عزله من هذا المنصب واحالته للمحاكمة بسبب العقد الماليزي لتأهيل صالة الركاب بمطار دمشق والذي كان هو و«بسام صقر» و«عبد الفتاح السلق» و«يحيى اسعد» من عرابي هذا المشروع.